# Jes Leve Duysen

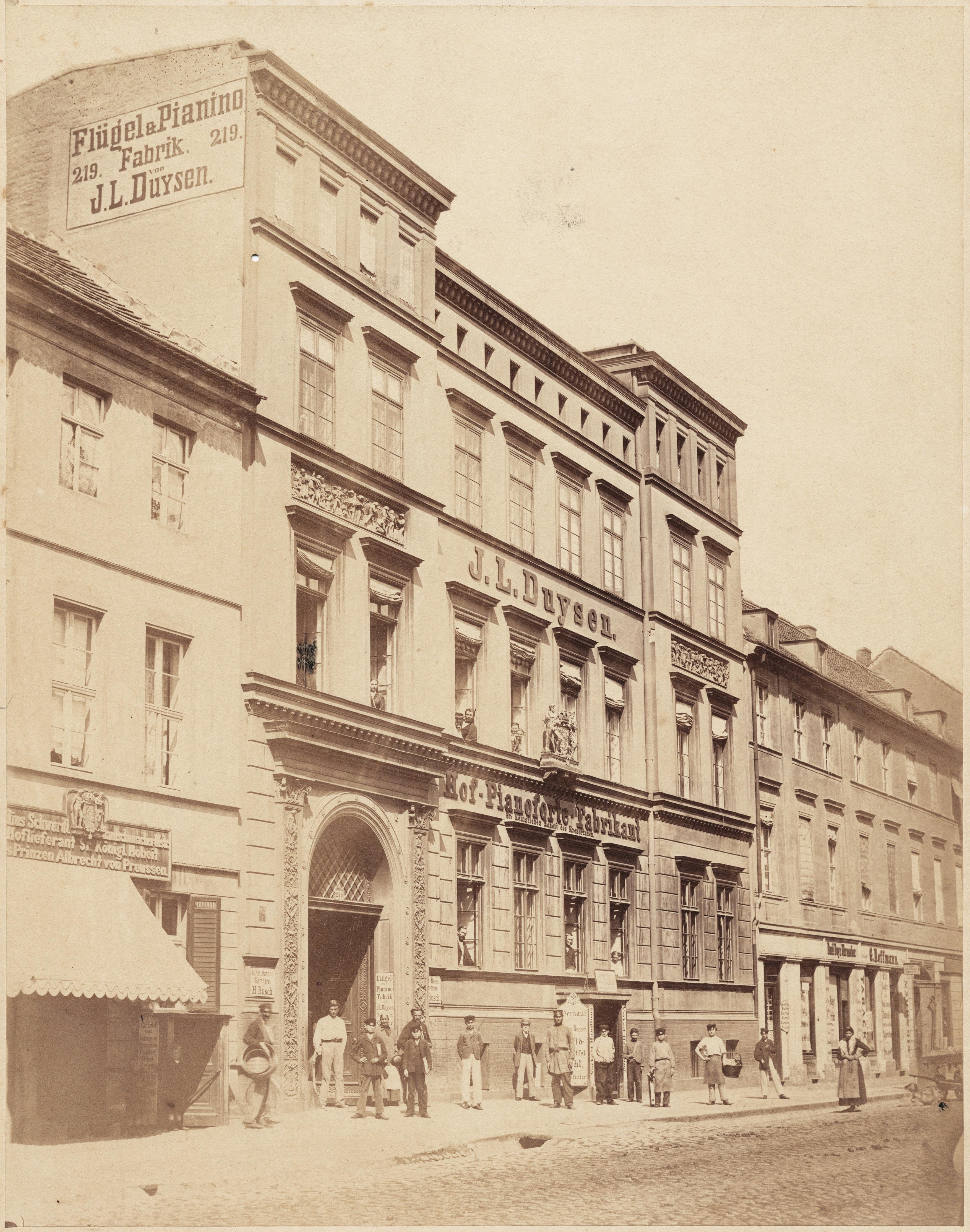
Sitz der Pianofabrik, Berlin, Friedrichstraße 219, 1868

Jes Leve (Lewe) Duysen (* 1. August 1820 in Dagebüll; † 30. August 1903 in Berlin) war ein deutscher Klavierbauer, der 1860 in Berlin die Pianofabrik J. L. Duysen gründete.

## Leben
Duysen absolvierte in den Jahren von 1837 bis 1841 seine Lehre beim Klavierbauer Hansen in Flensburg. In den folgenden 20 Jahren war er bei zahlreichen Klavierbau-Unternehmen in Deutschland tätig. Schließlich vollendete er seine Ausbildung bei der Firma B. Voigt und Sohn (Hofinstrumentenmacher), bevor er 1860 seine eigene Klavier-Manufaktur in der Leipziger Straße 39 in Berlin gründete. Innerhalb weniger Jahre gelang es ihm, seine Instrumente weltweit bekannt zu machen und an zahlreichen Höfen zu etablieren. Für das schnell wachsende Unternehmen erwarb Duysen im Jahre 1867 ein großes Grundstück in der Friedrichstraße 219, ein Jahr später beschäftigte er bereits 80 Mitarbeiter. Zwischen 1890 und 1903 wurden pro Jahr etwa 500 Instrumente gebaut, jeweils zur Hälfte Pianos und zur Hälfte Flügel.
Duysen starb 1903 im Alter von 83 Jahren in Berlin und wurde auf dem Friedhof I der Jerusalems- und Neuen Kirche vor dem Halleschen Tor beigesetzt. Sein neoromanisches Grabdenkmal ist erhalten.
Er war Mitglied der Freimaurerloge „Zu den drei goldenen Schlüsseln“, der er in seinem Testament 25 000 M für deren Witwenkasse vermachte.

## Nach dem Tod des Gründers

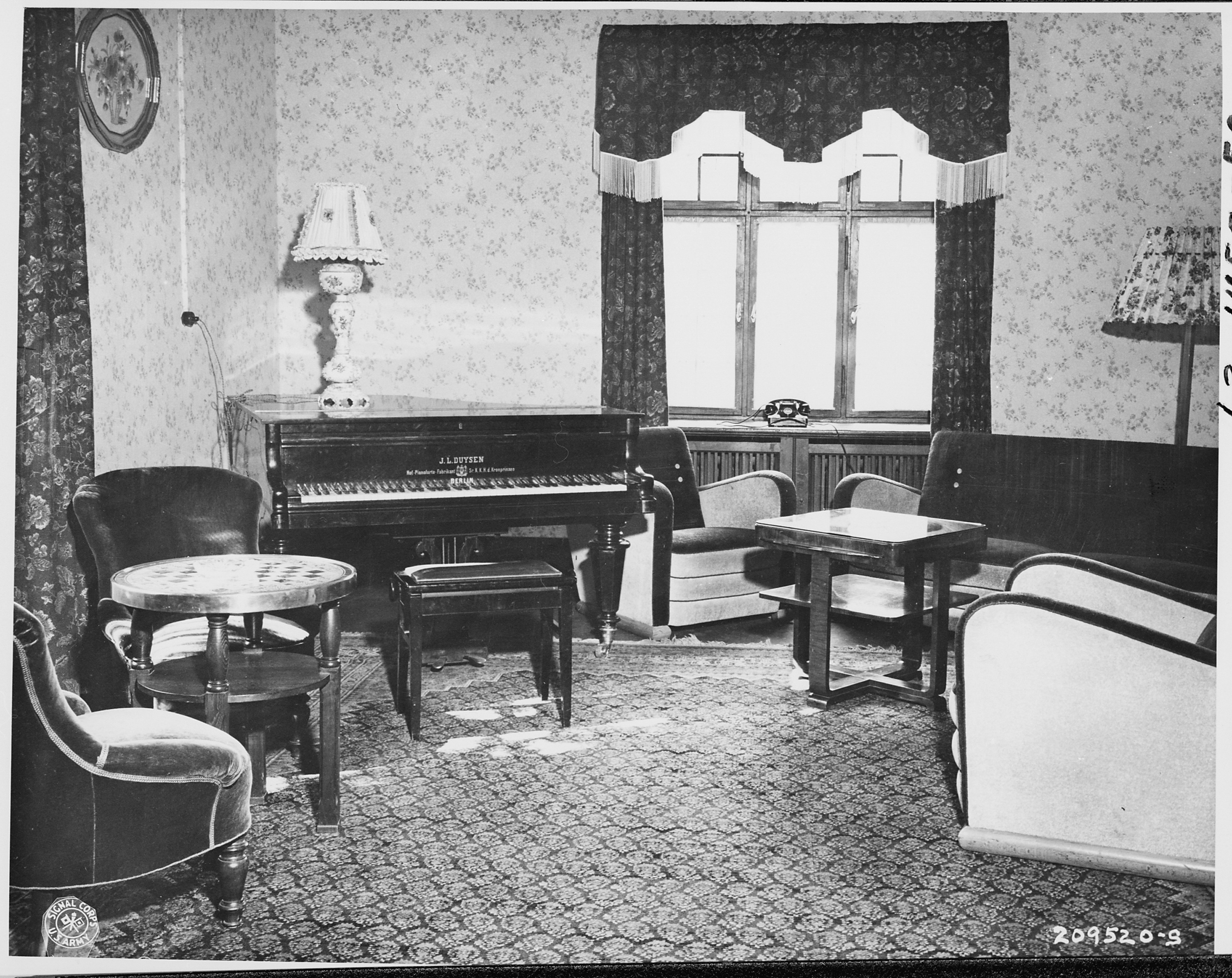
J. L. Duysen Flügel in der Truman-Villa während der Potsdam-Konferenz 1945

Ab 1903 wurde das Unternehmen zunächst von Duysens Witwe und drei Neffen weitergeführt. Es folgten mehrere Veränderungen in der Rechtsform und der Eigentümerschaft, 1926 wurde die Produktion nach Braunschweig verlagert, in Berlin verblieben die Verkaufsräume. 1928 wurde der Sitz des kompletten Unternehmens nach Braunschweig verlagert, ein Jahr später ging die Klavierfabrik Duysen gemeinsam mit anderen Unternehmen (unter anderem Wilhelm Schimmel Pianofortefabrik) in der Deutschen Piano-Werke AG auf. Aus diesem Zusammenschluss sind später einzelne Unternehmen wieder ausgeschieden, die Geschichte der Duysen-Klaviere endete im Jahre 1955. Noch heute sind vor allem im Privatbesitz zahlreiche Instrumente erhalten, ein Flügel stand während der Potsdam-Konferenz in der Truman-Villa, der früheren Villa Müller-Grote (s. Bild oben). Ein Flügel steht im Germanischen Nationalmuseum in Nürnberg und in der Grieg-Begegnungsstätte Leipzig. Ein J. L. Duysen Klavier kam 1939 mit vor der nationalsozialistischen Judenverfolgung Flüchtenden nach Israel und  veranschaulicht seit 2016 in Yad Vashem ihre Überlebensgeschichte und das jüdische Leben in Europa vor dem Holocaust zur Darstellung des Völkermordes.

## Ehrungen
- 1880 Kommandeurkreuz des Nischan-Iftikhar-Ordens
- 1888 Ernennung zum Königlich-Preußischen Kommerzienrat
- 1890 Hoflieferant von Kaiser Wilhelm II.
- 1890 Hoflieferant von Queen Victoria
- 1895 Preußischer Kronenorden, Roter Adlerorden[6]